# Mikołaj Szumlański
Mikołaj Szumlański herbu Korczak – bazylianin, uczestnik konfederacji barskiej, zesłany na Syberię, powrócił do Polski.